# فولية (نهر)
نهر فولية هو أقصى نهر في شمال منطقة ماركي بإيطاليا. يقع مصدر النهر إلى الغرب من سيستينو في مقاطعة أريتسو (التي تقع في منطقة طُسقانة بإيطاليا) في جبال أمبرين-مارشيان أبينيني ويصب في بحر البنادقة بالقرب من بيسرة.